# Fusoleon stigmatus
Fusoleon stigmatus är en insektsart som beskrevs av Tim R. New 1985. Fusoleon stigmatus ingår i släktet Fusoleon och familjen myrlejonsländor. Inga underarter finns listade i Catalogue of Life.